# Yolanda Moliné Rodríguez
María Yolanda Moliné Rodríguez (Santa Cruz de Tenerife, 18 de febrero de 1973) es una psicóloga española, jugadora de baloncesto con la selección absoluta en 50 ocasiones. Subcampeona de Europa junior en 1990, siendo esta la primera medalla en la historia del baloncesto femenino español.

## Biografía
Yolanda Moliné nació en Santa Cruz de Tenerife en 1973. Es Licenciada en Psicología por la Universidad de La Laguna y Master en Educación para la Salud, Comunicación y Consejo Clínico por la misma universidad. Fue jugadora de baloncesto y jugadora Internacional con la selección española.

## Trayectoria
Comenzó a jugar a baloncesto con 6 años, en el Colegio Hispano Británico (Camino de las Mantecas) donde fue subcampeona de España en categoría Cadete. Antonia Gimeno, preparadora del Krystal, le animó a manejar el balón tanto con la zurda como con la diestra. Siguió su formación en el Segle XXI de Cataluña hasta llegar a la Selección Júnior de España, con quien fue subcampeona de Europa, en 1990, siendo esa la primera medalla de la Historia del baloncesto femenino español. Llegó a formar parte de la selección preolímpica, pero en 1992 finalmente no fue convocada para disputar los Juegos Olímpicos de Barcelona. Fichó por el Banco Exterior y jugó el I Mundial de Clubes en Sao Paulo, Brasil. Jugó en el Nacional de Madeira de Portugal y en el Cajalón de Zaragoza antes de fichar por el Cepsa Tenerife de Primera División. Antes de retirarse como jugadora profesional, jugó dos temporadas en el Arxil Comervía, con el que se clasificaron para la fase de ascenso a Liga Femenina en la temporada 2002-2003.
Fue una jugadora con muy buena visión de juego, defensora y pasadora. Era una jugadora polivalente que comenzó jugando de base y continuó de escola y de alero. Sus apodos eran "Moliné" y "la Moli". Su padre, Ramón Moliné, también jugó a baloncesto, y destacó en el Real Club Náutico de Tenerife Baloncesto.

## Clubes
- 1988-1990 Segle XXI en Esplugas de Llobregat, dos temporadas.[4]
- 1990-1992 ADO 92 (Madrid), Banco Exterior, dos temporadas.[4]
- 1992-1993 A.D.B.FEMENINO ZARAGOZA, Cajalón Zaragoza, una temporada.[5]
- 1993-1996 C.B. ISLA DE TENERIFE, CEPSA Tenerife, tres temporadas.[5]
- 1996-1997 Club Desportivo Nacional de Madeira, jugadora profesional comunitaria.[4]
- 1999-2000 Symel Tenerife. Liga femenina 2, una temporada.[4]
- 2002-2004 Arxil Pontevedra Liga femenina 2, dos temporadas.[5]

## Selección nacional

### Categorías inferiores
La primera llamada para formar parte de una concentración de la selección española, fue en Pamplona dentro del programa “Objetivo Siglo XXI”. Y la primera participación internacional, para el preeuropeo Juvenil en León. El seleccionador era Francesc de Puig.
Primera Medalla en la Historia del Baloncesto Español Femenino. Medalla de Plata.

### Categoría absoluta
Fue internacional española absoluta en 50 ocasiones, todas antes de cumplir 20 años.
Con la selección nacional sénior, de gira en USA en 1990 y en Canadá en 1991.

### Participaciones internacionales
| Campeonato                                     | Equipo                     | Sede      | Resultado   |
| ---------------------------------------------- | -------------------------- | --------- | ----------- |
| Preeuropeo Juvenil, 1989 (marzo)               | Selección española juvenil | España    | Campeona    |
| III Copa del Mediterráneo,1989 (julio)         | Selección española juvenil | España    | Campeona    |
| VIII campeonato Europeo Juvenil, 1989 (agosto) | Selección española juvenil | Rumanía   | Cuarta      |
| Preeuropeo Junior, 1990                        | Selección española juvenil | España    | Campeona    |
| XIV Campeonato de Europa Junior Femenino, 1990 | Selección española juvenil | España    | Subcampeona |
| I Concentración Olímpica de la Juventud, 1991  | Selección española juvenil | España    | Subcampeona |
| I Mundial de Clubes en Sao Paulo, 1991         | Selección Española Sénior  | Brasil    | Tercera     |
| XV Campeonato de Europa Junior, 1992           | Selección española juvenil | Grecia    | Quinta      |
| Challenge Round XXV Campeonato de Europa       | Selección Española Sénior  | Finlandia | Quinta      |

## Palmarés

### Campeonatos nacionales
| Título                              | Club                      | País   | Año  |
| ----------------------------------- | ------------------------- | ------ | ---- |
| Campeonato Cadete de Canarias       | Colegio Hispano Británico | España | 1986 |
| Campeonato Cadete de España         | Colegio Hispano Británico | España | 1986 |
| Campeonato Selecciones Autonómicas  | Colegio Hispano Británico | España | 1987 |
| Torneo Test Olímpico Banco Exterior | Banco Exterior            | España | 1991 |
| Copa Ronchetti                      | CEPSA                     | España |      |
| Liga Femenina 2                     | Arxil Pontevedra          | España | 2003 |

### Campeonatos internacionales
| Campeonato                                     | Equipo                              | Sede     | Resultado   |
| ---------------------------------------------- | ----------------------------------- | -------- | ----------- |
| Preeuropeo Juvenil, 1989 (marzo)               | Selección española juvenil          | España   | Campeona    |
| III Copa del Mediterráneo,1989 (julio)         | Selección española juvenil          | España   | Campeona    |
| Preeuropeo Junior, 1990                        | Selección española juvenil          | España   | Campeona    |
| XIV Campeonato de Europa Junior Femenino, 1990 | Selección española juvenil          | España   | Subcampeona |
| I Concentración Olímpica de la Juventud, 1991  | Selección española juvenil          | España   | Subcampeona |
| I Mundial de Clubes en Sao Paulo, 1991         | Selección Española Sénior           | Brasil   | Tercera     |
| Campeonato de Portugal, 1997                   | Club Desportivo Nacional de Madeira | Portugal | Subcampeona |

## Premios y reconocimientos
- Premio Leyenda Deportiva entregada por la Promotora Deportiva NAR Promociones, otorgado a Yolanda Moliné y a su padre Ramón Moliné, en enero de 2018.[8]